# Polizeigitter

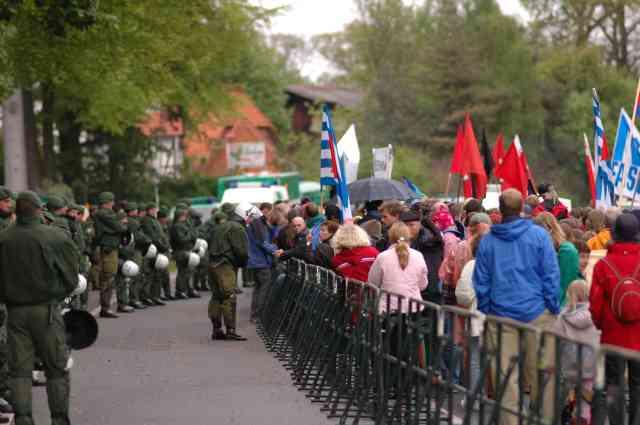
Polizeigitter werden vor allem bei Veranstaltungen eingesetzt

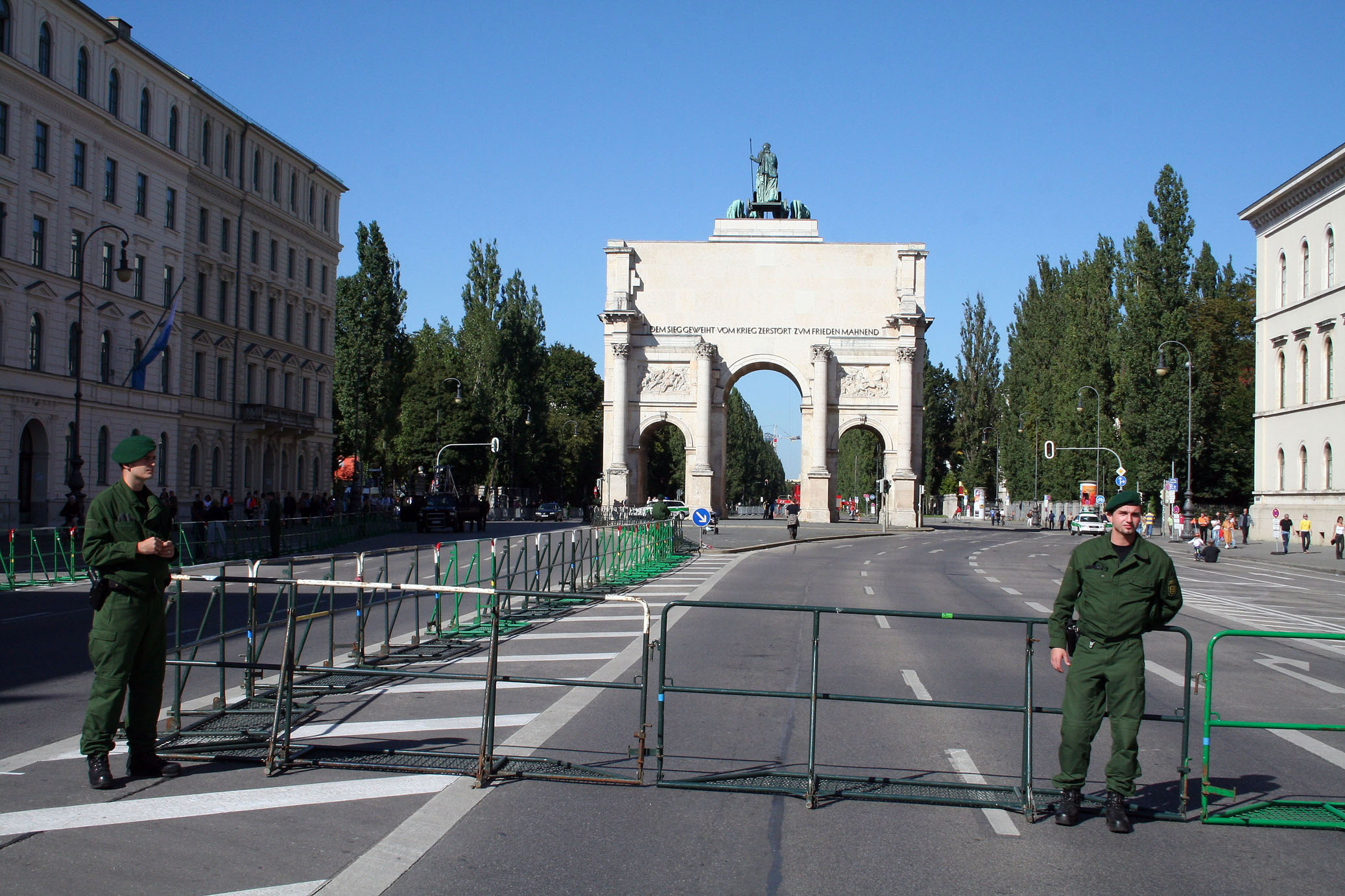
Sperrgitter während des Papstbesuches 2006

Polizeigitter (auch Hamburger Reiter oder Hamburger Gitter) sind Metallgitter, die zur temporären Absperrung von Orten oder zur Trennung von Personengruppen beispielsweise bei Demonstrationen verwendet werden. 

## Struktur
Polizeigitter bestehen aus einem Zaunelement, an dem in der Regel klappbar eine Auftrittplatte auf der einen Seite und weitere Stabilisierungsstützen auf der anderen Seite angebracht sind. Über Haken und Ösen können sie mit den benachbarten Gitterelementen verbunden werden. Haupteinsatzzwecke sind stark besuchte Veranstaltungen wie Konzerte, Sportereignisse und Demonstrationen sowie der Objektschutz.
Aufgebaut werden sie mit der Auftrittplatte zum Besucherstrom hin, damit die Gitter durch das Gewicht der gegen sie drängenden Personen zusätzlich stabilisiert werden. Dadurch sind sie deutlich standfester als die ebenfalls häufig für Absperrungen verwendeten Mannesmanngitter (auch Mannheimer Gitter oder Monrovia-Gitter) oder Bauzäune.
Die Maße und die Detailausführung der Gitterelemente variieren je nach Hersteller, die Länge eines einzelnen Gitters liegt in der Regel zwischen zwei und drei Metern. Die am häufigsten verwendete Polizeigitter-Form trägt die Bezeichnung Hamburger Gitter.

## Kunstwerk13.4.1981
Der Künstler Olaf Metzel schuf 1987 im Rahmen des damaligen Skulpturenboulevards auf dem Kurfürstendamm in West-Berlin das Werk 13.4.1981 (auch Randale-Denkmal). Im Maßstab 2:1 vergrößerte, rot-weiß-gestrichene Polizei-Absperrgitter wurden auf dem Joachimsthaler Platz gegenüber dem Café Kranzler, dem Ort einer gewalttätigen Demonstration am 13. April 1981, zu einer meterhohen Skulptur aufgetürmt. Auf ihrer Spitze befand sich ein Einkaufswagen. Die Arbeit wurde 1988 als provozierend bewertet. Nachdem das Werk einige Jahre eingelagert war, wurde es 2001 in der Stralauer Allee neben dem ehemaligen Eierkühlhaus an der Oberbaumbrücke in Berlin-Friedrichshain, in das kurz darauf die Universal Music Group zog, neu errichtet. Inzwischen steht es auf dem EUREF-Gelände.

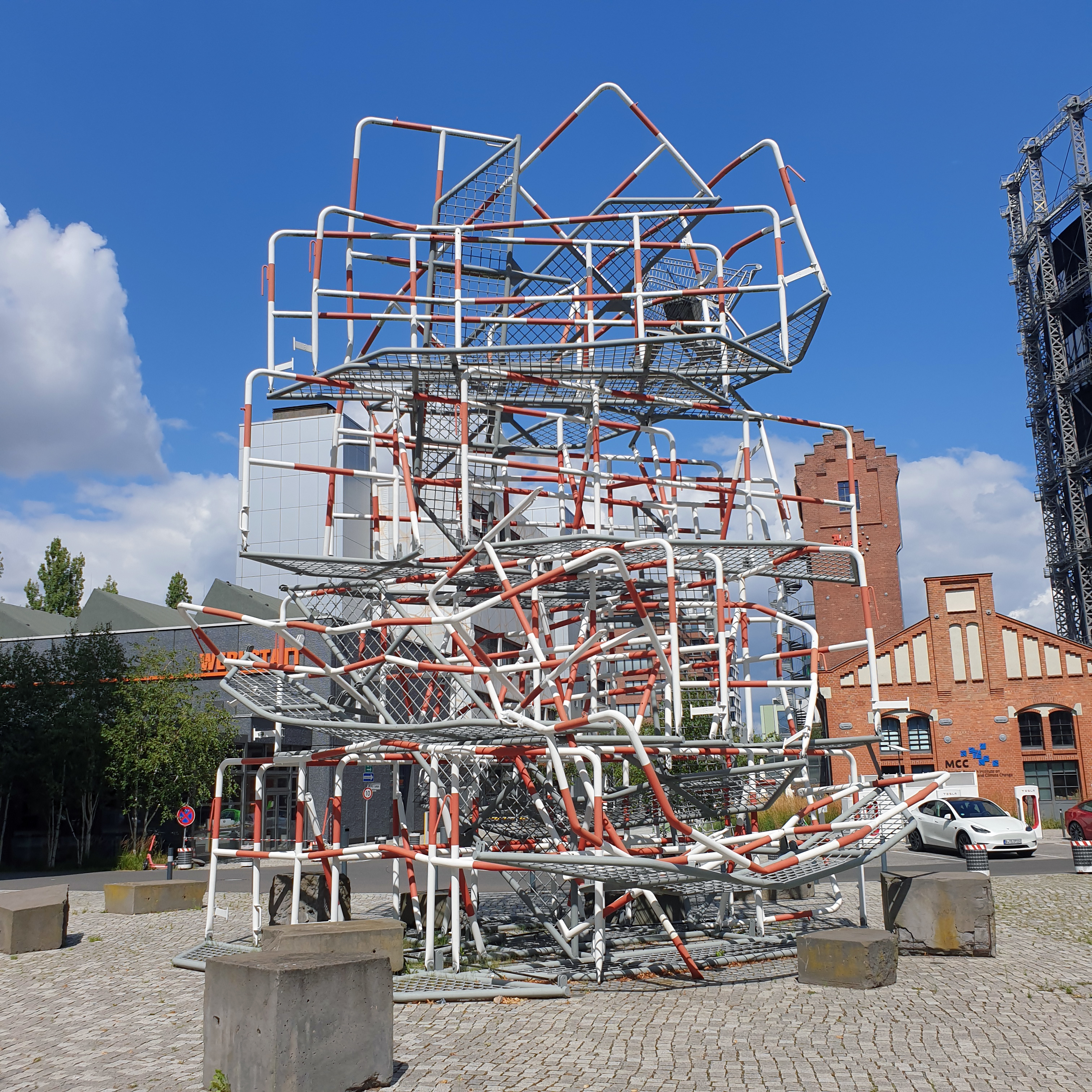
13.4.1981 auf dem EUREF-Campus in Berlin-Schöneberg

Zitat aus dem Tagesspiegel-Artikel 750-Jahr-Feier Berlins Systemkampf vor dem Kranzler von Werner van Bebber vom 30. Juni 2007:

„Der Bildhauer […] hat über die Geschichte der Plastik und den Ärger, den sie machte, ein Buch geschrieben […]. Dass der Gitter-Turm nun am Spree-Ufer steht, sei dem privaten Projektentwickler zu verdanken, der den Getreidespeicher ausbauen ließ, sagt Metzel. ‚Im öffentlichen Raum wäre es nicht gegangen‘. Ihn freue, […] dass sein Werk in Ost-Berlin stehe. ‚Heute sitzt man da und trinkt Latte Macchiato.‘ Die Leute, die dort sitzen, haben ihre Räder an Metzels Plastik angeschlossen.“